# Svinestalde
|  | Denne artikel er oprettet af botten Steenthbot ud fra en ekstern database. Den kan derfor have sproglige fejl eller mangler. Denne skabelon kan fjernes efter kontrol af indholdet. |

Svinestalde er en dansk stor fed grisedokumentarfilm.

## Handling
Principperne for indretningen af en svinestald vises i tegninger. Derefter besøger man en landmand, som ombygger en gammel dårlig stald til en tidssvarende svinestald.